# 毛彦文

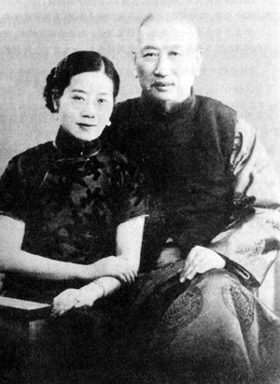
毛彦文和熊希龄合影，结婚一周年摄影

毛彦文（1898年12月13日—1999年11月10日），小字月仙。浙江江山人，中华民国名媛。国务总理熊希齡第三任妻子。

## 生平
英文名海倫，為吳宓所起。辛亥革命後就讀於江山西河女校、被保送入杭州女子師範。1929年赴美國密西根大學攻讀教育行政與社會學取得教育學碩士學位。回國後，任暨南大學、復旦大學教育系教授。
歷經逃婚、退婚、婚外戀，與密友朱曦的姑父、喪偶的熊希齡（民初國務總理）婚姻時已經37歲。時任復旦大學教授。1935年2月9日，毛彦文与熊希龄在上海西藏路慕尔堂举行婚礼。
毛彦文同學陳昭宇戲之曰：「舊同學成新伯母；老年伯作大姐夫。」1935年2月9日成婚。婚後圓滿，辭去大學教職，協助丈夫開展慈善事業。1937年底熊希齡病逝。後，出任北京香山慈幼院院長。
嘗在臺灣、美國任職：《少年中國報》編輯，加州大學、華盛頓大學研究員。1962年渡臺定居，並執教於實踐家政專科學校。1999年，毛彥文病逝於台灣，享嵩壽101歲。